# Рогов, Евгений Александрович
Евге́ний Алекса́ндрович Ро́гов (8 апреля 1929, Челябинск, Уральская область — 6 июля 1996, Москва) — советский футболист, защитник. Мастер спорта СССР (1955). Выступал за «Дзержинец», ВВС и московский «Локомотив». Также работал тренером.

## Карьера

### Игровая
Начинал играть в челябинском клубе «Дзержинец». В 1950 году перешёл в ВВС. В первом сезоне сыграл 4 матча. Затем в 1951 и 1952 году сыграл 21 матч и один раз забил гол в свои ворота. После того, как клуб расформировали, Евгений вместе с Виталием Артемьевым ушёл в «Локомотив». С ним Рогов стал обладателем Кубка СССР. В 1955 и 1957 году он включался в список 33 лучших футболистов сезона под № 3 и № 2. За «Локо» сыграл 129 матчей.
Играл также в хоккей за «Дзержинец» (1947/48 — 1948/49) и московский ВВС (1949/50).

### Тренерская
С 1963 по 1965 год был начальником команды в «Локомотиве». В 1965 после увольнения Бориса Аркадьева Рогов до конца сезона стал старшим тренером «железнодорожников». С 1966 по 1969 год был тренером в сборной РСФСР. С 1970 по 1972 год вновь возглавлял «Локомотив». В 1973 уехал в Африку. Работал со сборными ЦАР и Алжира. Алжирцев в 1982 году он вывел на чемпионат мира.
С 1984 по 1986 год был начальником команды в сборной СССР.
В 1988 году руководил сборной Алжира на Кубке африканских наций.
В Алжире также работал с местными клубами — в 1991—1993 годах возглавлял клуб «ВА Мостаганем», который за счёт перехода на новаторскую расстановку 3-5-2 вывел из первого дивизиона в высший, в дебютном сезоне в элите клуб занял высокое пятое место. В декабре 1993 года вынужден был покинуть Алжир из-за угроз исламистских группировок, которые активизировались в стране к концу года, похищая и убивая иностранных специалистов.
В сезоне 1995/96 Рогов с клубом «Раджа Касабланка» стал чемпионом Марокко.
Похоронен на Даниловском кладбище на 2 участке.

## Достижения

### Командные
«Локомотив»
- Обладатель Кубка СССР: 1957

### Личные
- В списке 33 лучших футболистов сезона в СССР: № 2 (1957), № 3 (1955)